# نیمباز
نیمباز (Nimbuzz) نرم‌افزاری اختصاصی، چندسکویی و پیام‌رسان فوری برای تلفن‌های همراه، لوح‌رایانه‌ها (تبلت‌ها) و رایانه‌های شخصی است که ۱۵۰ میلیون کاربر در ۲۰۰ کشور دارد. این نرم‌افزار در اسفند ماه سال ۱۳۹۳ توسط حکومت جمهوری اسلامی در ایران فیلتر شد.

## ویژگی‌ها
- توانایی گپ در گروه‌های گپ (چت روم)های ایرانی و خارجی نیمباز
- توانایی ساخت چتروم و ساماندهی آن
- توانایی گپ با دیگر کاربران عضو شده در نیمباز به صورت تکی و گروهی
- توانایی چت با مخاطبانتان در شبکه‌های اجتماعیِ هنگ‌اوت گوگل، یاهو مسنجر، مایکروسافت لایو
- داشتن یک نشان در نوار اعلانات و اطلاع یافتن از داشتن پیام تازه
- توانایی فرستادن فایل برای همه مخاطبان
- بهینه‌سازی شده و هزینه بسیار پایین
- قابلیت برقراری تماس صوتی رایگان با همه مخاطبان
- قابلیت ورود به هنگ‌اوت گوگل، یاهو مسنجر، مایکروسافت لایو با حالت مخفی
- پشتیبانی کامل از حسگر شتاب‌سنج و قابلیت چرخش ۹۰ درجه
- قابلیت دریافت پیام هنگام بیرون بودن از برنامه